# سرب تیتانات
سرب تیتانات (به انگلیسی: Lead titanate) با فرمول شیمیایی PbTiO۳ یک ترکیب شیمیایی با شناسه پاب‌کم ۱۶۲۱۱۵۶۰ است. که جرم مولی آن ۳۰۳٫۰۹ g/mol می‌باشد. 